# Ocyptamus brevipennis
Ocyptamus brevipennis är en tvåvingeart som först beskrevs av Ignaz Rudolph Schiner 1868.  Ocyptamus brevipennis ingår i släktet Ocyptamus och familjen blomflugor.
Artens utbredningsområde är Peru. Inga underarter finns listade i Catalogue of Life.